# 林愛明
林 愛明（りん あいみん、りん あいめい）は、日本の地質学者である。元京都大学大学院理学研究科教授。

## 来歴
中国福建省福清市出身。中国の文化大革命末期の上山下郷運動により、農村に下放され３年半に渡って、農作業と農村生活を経験した。
1978年に中国全国大学統一入学試験を受けて南京大学地質学系に入学した。1982年に卒後後、中国国家地震局福建省地震局に勤めた後、1986年１月に日本留学し、東京大学大学院にて修士・博士課程を修了、理学修士・博士学位を取得。
神戸大学、静岡大学創造科学技術大学院、プリンストン大学などを経て京都大学大学院理学研究科地球惑星科学専攻の教授であったが、後述の研究不正行為で1年間の停職処分後、辞職した。

## 研究不正問題について
2016年10月に林が学術雑誌「サイエンス」に投稿した熊本地震に関する論文に不正があったとして、2019年3月に京都大学が論文撤回を勧告し、同月に論文は自主的に撤回された。本人は「明らかに単純な作図ミス」によって起こった「ケアレスミスだ」などとして、意図的な不正を否定した。京都大学は意図的かどうかを判断できなかったが、文部科学省の規則ガイドライン、により、改ざんと盗用と認定、懲戒処分した。処分後に林は辞職した。文部科学省の研究活動の不正行為に関する特別委員会報告書により、故意によるものではないことが根拠をもって明らかにされたものは不正行為には当たらない。
2021年9月28日、京都大学は研究不正行為についての新たな調査結果を発表した。熊本地震に関する4本の論文で37件の捏造・改竄を認定し、論文撤回を林に勧告するとともに、林を懲戒解雇処分相当だとした。例えば、阿蘇カルデラ内に活断層があるという自説を後押しするため、断層や亀裂の出現箇所を地図上で示すデータ点をまとめてコピー・アンド・ペーストして水増ししていた。また、調査では不正とまでは認められない不適切な箇所・ケアレスミスが多数見つかったと報告された。

## 賞罰
1999年、1995年に発生した兵庫県南部地震の研究成果による社会的貢献が高く評価され、「村尾育英会学術賞」を受賞。
上述の2016年に発表された熊本地震関連論文での研究不正問題で停職1年の懲戒処分を受けた。

## 主要著書
(1) Aiming Lin, 2008. Fossil Earthquakes: The Formation and Preservation of Pseudotachylytes. Springer, Berlin, 348p (ISBN 978-3-540-74235-7) .
(2) 林 愛明（著/訳）, 2009, 『地震の化石：シュードタキライト的形成と保存』(英文著書「Fossil Earthquakes: The Formation and Preservation of Pseudotachylytes」の日本語版)，近未来社, 294p
(ISBN 978-4-906431-32-8).
(3) Aiming Lin and Zhikun Ren, 2009. The Great Wenchuan Earthquake of 2008—A Photographic Atlas of Surface Rupture and Related Disaster. Springer, Berlin, 121p (ISBN 978-3-642-03758-0).
(4) 林 愛明・任 治坤（著/訳），2009. 『2008四川大地震の地表地震断層と地震被害写真集』 (英文著書「The Great Wenchuan Earthquake of 2008—A Photographic Atlas of Surface Rupture and Related Disaster」の日本語版)，近未来社, 114p (ISBN 978-4-906431-31-1)．
(5) Aiming Lin. 2017. 2016 Mw 7.1 Kumamoto Earthquake: A photographic atlas of coseismic surface ruptures related to the Aso Volcano, Japan. Springer, Berlin, 170p, (ISBN 978-981-10-5854-7, ISBN 978-981-10-5855-4 (eBook)), https://doi.org/10.1007/978-981-10-5855-4
(6) 林 愛明,2017. 2016年M7.3熊本地震—地表地震断層と阿蘇火山におけるビジュアル記録．近未来社, 191p，(ISBN 978-4-906431-48-9 C1044)．(英文著書2016 Mw 7.1 Kumamoto Earthquake: A photographic atlas of coseismic surface ruptures related to the Aso Volcano, Japan. の日本語版), 近未来社, 190p (ISBN 978-4-906431-48-9 C1044)